# Костел Святої Анни (Хмельницький)

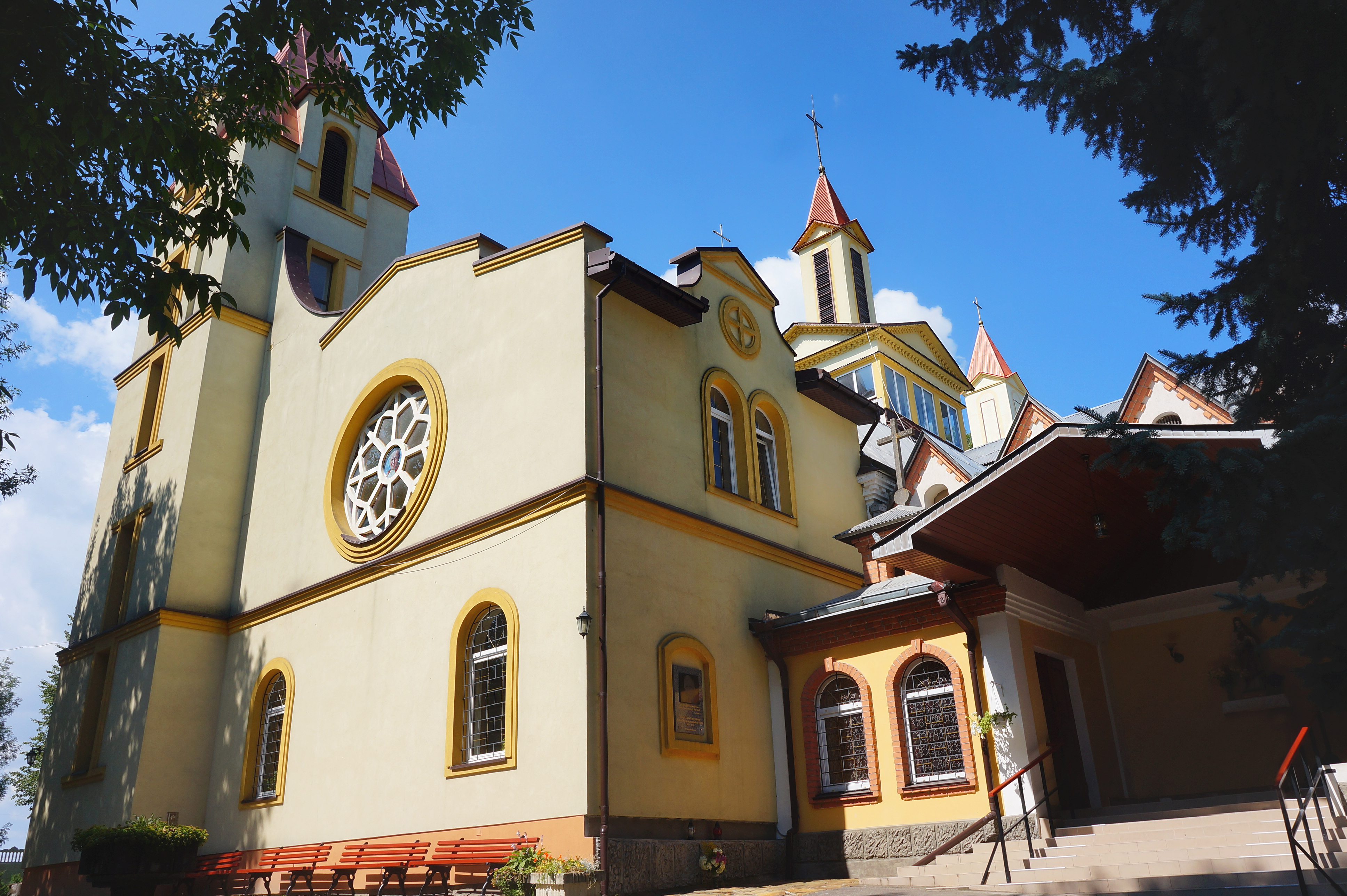
Костел святої Анни 1926 р., Хмельницький

Костел Святої Анни — сучасний католицький храм Хмельницького деканату РКЦ в Хмельницькому. Знаходиться у мкр. Гречани, на вулиці Західній Окружній, 14.

## Історія
1926 року мешканці села Гречани розпочали на цвинтарі будову каплиці. У 1928 році отець Квасьнєвський освятив каплицю (20 м завдовжки і 7,8 м завширшки). У 1933 р. каплиця стала парафіяльним костелом і діяла до 1940 р. Після другої світової війни костел використовували, як склад для зерна. З 1952 року костел відновлює роботу. Найближчі діючі костели на той час: на захід — Підволочиськ (70 км), на північ — Полонне (120 км), на південь — Кишинів, Молдова (300 км).
У листопаді 1953 року з тюрми звільнили о. Антонія Борисовича, і він приїхав до Гречан, крім яких обслуговував ще 8 костелів. 1957 року о. Антоній Борисович добудував захристію і один поверх — на житло для священника. 1967 року біля каплиці побудували склад (зараз на цьому місці знаходиться реколекційний дім). У 1987—1988 рр. о. Вітаутас Меркіс розбудував костел на 14 м.
14 вересня 1988 року храм під титулом св. Анни (покровительки колишнього костелу) консекрував єпископ Нюкш із Риги. 28 квітня 2013 року єпископ Радослав Змітровіч освятив нову каплицю під титулом блаженного Папи Йоана Павла II, а також дзвони храму, які традиційно отримали імена Марія, Йосип та Йоан (на честь св. Йоана Бейзима). Парафію обслуговують отці-єзуїти, черниці згромадження Сестер Дочок Пресвятого Серця Пресвятої Діви Марії та монахині Сестер Служниць Святого Духа.